# IC 5018
IC 5018 — галактика типу SBc () у сузір'ї Стрілець.
Цей об'єкт міститься в оригінальній редакції індексного каталогу.